# Ithaca Chasma

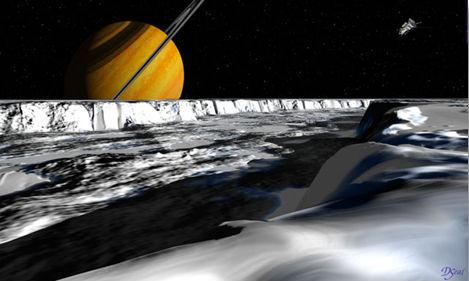
Concepción artística de Ithaca Chasma.

Ithaca Chasma es un inmenso cañón glacial situado en Tetis, una de las lunas de Saturno. Tiene 100 km de ancho, 5 km de profundidad y cerca de 2000 km de largo, recorriendo aproximadamente tres cuartos de la circunferencia satélite. Fue nombrado así por la isla de Ítaca en Grecia. Fue estudiado por Percival Lowell a principios del siglo XX. En 1979 fue cartografiado por la sonda automática norteamericana Voyager 2.
- Datos: Q2035798